# Светски куп у рагбију 13 1957.
Светски куп у рагбију тринаест 1957. био је други Светски куп у рагбију 13. 
Домаћин овог спортског такмичења била је Аустралија, која је и освојила титулу првака Света, пошто је победила у све три утакмице. 

## Учесници
- Рагби 13 репрезентација Француске [6][7]
- Рагби 13 репрезентација Велике Британије
- Рагби 13 репрезентација Аустралије
- Рагби 13 репрезентација Новог Зеланда

## Стадиони
- Стадион за крикет - Сиднеј 70 000 места[8] [9]
- Стадион Габа - Бризбејн 48 000 места

## Резултати
- Аустралија - Нови Зеланд 25-5
- Француска - Велика Британија 5-23
- Аустралија - Велика Британија 31-6
- Француска - Нови Зеланд 14-10
- Аустралија - Француска 26-9
- Велика Британија - Нови Зеланд 21-29

### Табела
| Табела              | ИГ | Д | Н | И | ПД | ПП | ББ | Бод. |
| ------------------- | -- | - | - | - | -- | -- | -- | ---- |
| 1. Аустралија       | 3  | 3 | 0 | 0 | 82 | 20 | 0  | 6    |
| 2. Велика Британија | 3  | 1 | 0 | 2 | 50 | 65 | 0  | 2    |
| 3. Нови Зеланд      | 3  | 1 | 0 | 2 | 44 | 60 | 0  | 2    |
| 4. Француска        | 3  | 1 | 0 | 2 | 28 | 59 | 0  | 2    |

## Статистика рагбиста
Највише есеја - Ијан Мор, Аустралијанац и Кел Ошеј, Аустралијанац 3 есеја.
| Прваци Света у рагбију тринаест 1957.          |
| ---------------------------------------------- |
| Рагби 13 репрезентација Аустралије (1. титула) |